# 玉都镇
玉都镇，是中华人民共和国甘肃省平凉市泾川县下辖的一个乡镇级行政单位。

## 行政区划
玉都镇下辖以下地区：
西王村、刘李河村、王寨村、官村、玉都村、端贤村、下坳村、太阳墩村、郭马村、贾洼村、李胡村、星火村、摆旗村、郭家咀村、康家村和尹家洼村。